# Discussione progetto:Teatro
Ciao a tutti,  
ho preparato una bozza della voce dedicata ad Angelo Pastore (organizzatore teatrale), organizzatore e direttore teatrale italiano.  
La bozza è stata già inserita in Wikipedia:Bozze/Richieste di revisione per la pubblicazione, ma non ha ancora ricevuto riscontri.  
Vi chiedo gentilmente un parere sulla rilevanza e sulla struttura della voce, così da migliorare il testo ed evitare problemi in fase di pubblicazione.  
Grazie per l’attenzione e per qualsiasi suggerimento!
Archivioteatro79 (msg) 12:20, 20 ago 2025 (CEST)